# Une avoine sauvage
Pour plus de détails, voir Fiche technique et Distribution.
Une avoine sauvage (One Wild Oat) est un film britannique réalisé par Charles Saunders en 1951, connu pour être l'une des premières apparitions cinématographiques de l'actrice Audrey Hepburn.

## Synopsis
Un avocat (Robertson Hare) tente de décourager les sentiments de sa fille pour un coureur de jupons en lui dévoilant la réalité de son comportement. Mais les tentatives du père sont mises en danger quand le beau-père potentiel (Stanley Holloway) menace de révéler le passé louche de l'avocat.

## Fiche technique
- Titre : One Wild Oat
- Réalisation : Charles Saunders
- Scénario : Lawrence Huntington et Vernon Sylvaine d'après sa pièce de théâtre
- Musique : Stanley Black
- Photographie : Robert Navarro
- Montage : Margery Saunders
- Production : John Croydon
- Société de production : Coronet Films
- Pays :  Royaume-Uni
- Genre : Comédie
- Durée : 77 minutes
- Dates de sortie : 
  - Royaume-Uni : 16 mai 1951 (Londres)

## Distribution
- Robertson Hare : Humphrey Proudfoot
- Stanley Holloway : Alfred Gilbey
- Vera Pearce : Mme. Gilbey
- Andrew Crawford : Fred Gilbey
- Irene Handl : Emily Pepys (Audrey)
- June Sylvaine : Cherrie Proudfoot
- Sam Costa : M. Pepys
- Robert Moreton : Throstle
- Constance Lorne : Mme. Proudfoot
- Charles Groves : Charles
- Fred Berger : Samson